# Trichoderma harzianum
Trichoderma harzianum ist ein Schlauchpilz aus der Familie der Krustenkugelpilzverwandten.

## Taxonomie
Die meisten Trichoderma-Stämme haben kein sexuelles Stadium, sondern produzieren ausschließlich asexuelle Sporen. Bei einigen Stämmen, die jedoch nicht für die biologische Schädlingsbekämpfung eingesetzt werden, ist auch ein sexuelles Stadium bekannt. Dieses gehört – wenn vorhanden – innerhalb der Schlauchpilze zur Gattung Hypocrea. Die traditionelle Taxonomie gründete sich auf Unterschiede in der Morphologie, primär auf die des asexuellen Sporulationsapparates; heutzutage werden jedoch eher molekularbiologische Ansätze verfolgt. Daraus folgte, dass die ursprünglich neun Arten in mindestens 33 aufgespalten wurden.

### Genetische Analysen
Die meisten Stämme sind streng an einen asexuellen Lebenszyklus adaptiert. Beim Fehlen einer Meiose ist eine Chromosomen-Plastizität die Norm, was bedeutet, dass die unterschiedlichen Stämme unterschiedliche Zahlen und Größen der Chromosomen aufweisen. Die meisten Zellen haben zahlreiche Kerne, wobei einige vegetative Zellen mehr als 100 aufweisen. Verschiedene asexuelle genetische Faktoren wie parasexuelle Rekombination, Mutationen und weitere tragen zur Variation zwischen den Zellkernen innerhalb eines einzelnen Organismus (Thallus) bei. Daher sind die Pilze hoch adaptiv und evolvieren sehr schnell. Es gibt eine große Diversität in den Genotypen und Phänotypen der Wild-Stämme.
Während die Wild-Stämme hoch adaptiv sind und heterokaryotisch sein können (sie enthalten Zellkerne unterschiedlicher Genotypen innerhalb desselben Organismus und sind daher hoch variabel), sind die für die biologische Schädlingsbekämpfung in der gewerblichen Landwirtschaft genutzten homokaryotisch (die Zellkerne sind genetisch ähnlich oder identisch) oder sollten es doch sein. Dies führt dazu, dass die kommerziell eingesetzten Stämme genetisch unterschiedlich und nicht variabel sind. Für eine Qualitätssicherung ist dies extrem wichtig.

### Synonyme
Folgende Synonyme sind bekannt:
- Sporotrichum narcissi Tochinai & Shimada, (1930)
- Trichoderma lignorum var. narcissi (Tochinai & Shimada) Pidopl., (1953)
- Trichoderma narcissi (Tochinai & Shimada) Tochinai & Shimada, (1931)

## Nutzung
Trichoderma harzianum wird als Fungizid genutzt, wobei die eingesetzten Präparate auf die Blätter oder die Samen der behandelten Pflanzen oder in den Boden eingebracht werden und dort vor verschiedenen Pilz-Pathogenen schützen sollen. Kommerzielle Produkte wie 3Tac wurden erfolgreich gegen den Befall mit Botrytis, Fusarium und Penicillium eingesetzt.
Die Art wird auch zur Herstellung von Enzymen verwendet.

## Mycoparasitismus
Trichoderma-Arten sind Pilze, die in nahezu allen Böden vorkommen. Im Boden sind sie gelegentlich die vorherrschenden kultivierbaren Pilze. Sie überleben auch in vielen anderen unterschiedlichen Lebensräumen.
Trichoderma-Arten besiedeln Pflanzenwurzeln, und einige Stämme wachsen während ihrer Entwicklung in der Rhizosphäre. Sie greifen auch andere Pilze an, parasitieren diese oder verschaffen sich auf andere Weise deren Nährstoffe. Sie haben sowohl für den Angriff auf andere Pilze als auch für die Förderung des Pflanzenwachstums im Laufe ihrer Evolution zahlreiche Mechanismen entwickelt. Verschiedene Trichoderma-Stämme sind erfolgreich für die Bekämpfung fast jedes pflanzenpathogenen Pilzes eingesetzt worden, für den eine Untersuchung angestellt wurde. Es gibt jedoch effizientere und weniger effiziente Stämme, und außerdem Pilze, die höchst ineffizient bekämpft werden können.
Auf der anderen Seite stellen Trichoderma-Arten die Hauptquelle von Verunreinigung und Ertragsverlust in Pilz-Anbaubetrieben dar.